# Instituto de Engenharia Eletrotécnica de Moscou

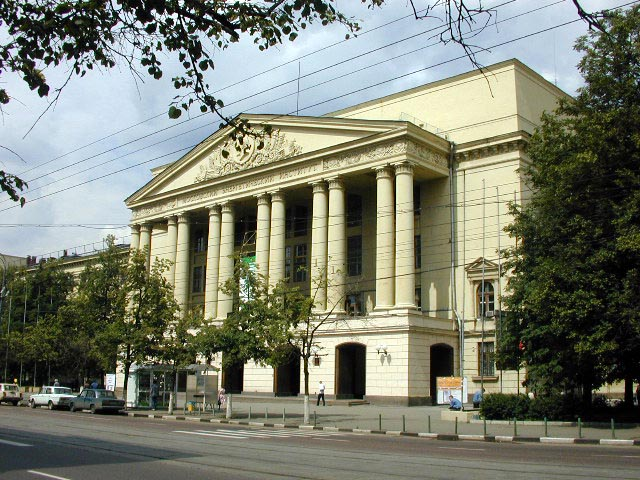
O prédio principal do Instituto.

Instituto de Engenharia Eletrotécnica de Moscou (em russo:  Московский энергетический институт) é uma das maiores universidades técnicas do Mundo na área de tecnologia da informação. Fundada em 1930, em 1990 ela obteve o status de "Universidade Técnica", e desde então adotou o nome de "Moscow Power Engineering Institute".